# Oryzias latipes
Oryzias latipes is een straalvinnige vissensoort uit de familie van schoffeltandkarpers (Adrianichthyidae). De wetenschappelijke naam van de soort is voor het eerst geldig gepubliceerd in 1846 door Temminck & Schlegel.

## Gebruik in biologisch onderzoek
Net als zebravissen (Danio rerio) zijn Oryzias latipes belangrijke biologische modelvissen omdat de genetische hulpmiddelen die voor dit organisme beschikbaar zijn recentelijk zijn uitgebreid. De populariteit van Oryzias latipes als modelorganisme heeft al geleid tot belangrijke bevindingen onder ontwikkelingsbiologen met betrekking tot de genetische en moleculaire mechanismen van de ontwikkeling en evolutie van gewervelde dieren.
Oryzias latipes en zebravissen zijn ideaal voor dit doel omdat ze tijdens hun evolutie ongeveer 110 miljoen jaar geleden afweken van hun laatste gemeenschappelijke voorouder. De genoomevolutie van gewervelde dieren kan worden onderzocht door middel van vergelijkingen.
Oryzias latipes werd ook gebruikt voor experimenten in de ruimte op het International Space Station (ISS). Jonge vissen die daar uitkomen, passen zich goed aan de geschatte zwaartekracht (microzwaartekracht) die daar heerst, zonder het fenomeen van “looping-zwemmen” te vertonen.

## Zaadlozingen
Mannetjes van de soort kunnen circa 19 keer per dag aan zaadlozing doen, met afnemende spermakwaliteit per lozing. Bij vrouwtjes blijft de productie van eitjes beperkt tot één keer per dag.